# Stara Synagoga w Brzesku
Stara Synagoga w Brzesku – pierwsza, obecnie nieistniejąca, główna synagoga znajdująca się w Brzesku, przy dzisiejszej ulicy Puszkina.
Synagoga została zbudowana w XVIII wieku. Synagoga uległa całkowitemu zniszczeniu podczas pożaru miasta 25 lipca 1904 roku. Na jej miejscu bardzo szybko wzniesiono nową synagogę, którą ukończono jeszcze w tym samym roku.